# Tepic
Tepic a mexikói Nayarit állam fővárosa és legnagyobb települése. 2010-ben lakossága meghaladta a 330 000 főt, de a két községből álló tepici agglomerációban közel 430 000-en éltek.

## Földrajz

### Fekvése
Tepic Mexikó nyugati részén fekszik, a Csendes-óceántól körülbelül 30 km-re, Nayarit állam közepén. A város egy viszonylag sík vidéken terül el (tengerszint feletti magassága valamivel 900 méter fölött van), de keleti és nyugati irányból hegyek veszik körül (a legmagasabb a 2200 m-t is meghaladja), észak és északkelet felé pedig a völgyekkel sűrűn tagolt felszín gyorsan lejt csaknem a tenger szintjéig. Errefelé folyik a város legjelentősebb folyója, a Mololoa is.

### Éghajlat
A város éghajlata meleg, nyáron és ősz elején igen csapadékos. Minden hónapban mértek már legalább 31 °C-os hőséget, de a rekord nem érte el a 40 °C-ot. Az átlagos hőmérsékletek a januári 16,3 és a júliusi 23,4 fok között váltakoznak, a fagy rendkívül ritka. Az évi átlagosan 1240 mm csapadék időbeli eloszlása nagyon egyenetlen: a júniustól szeptemberig tartó 4 hónapos időszak alatt hull az éves mennyiség mintegy 85%-a.
| Hónap                                   | Jan. | Feb. | Már. | Ápr. | Máj. | Jún. | Júl. | Aug. | Szep. | Okt. | Nov. | Dec. | Év   |
| --------------------------------------- | ---- | ---- | ---- | ---- | ---- | ---- | ---- | ---- | ----- | ---- | ---- | ---- | ---- |
| Rekord max. hőmérséklet (°C)            | 31,5 | 33,5 | 34,5 | 38,0 | 35,0 | 39,0 | 37,5 | 38,5 | 35,2  | 39,5 | 36,0 | 36,5 | 39,5 |
| Átlagos max. hőmérséklet (°C)           | 24,6 | 25,6 | 26,8 | 28,7 | 30,0 | 29,2 | 28,2 | 28,2 | 28,0  | 27,8 | 27,1 | 25,3 | 27,5 |
| Átlaghőmérséklet (°C)                   | 16,3 | 16,6 | 17,6 | 19,4 | 21,4 | 23,3 | 23,4 | 23,3 | 23,3  | 21,9 | 19,3 | 17,5 | 20,3 |
| Átlagos min. hőmérséklet (°C)           | 8,0  | 7,6  | 8,4  | 10,1 | 12,9 | 17,4 | 18,5 | 18,5 | 18,5  | 16,0 | 11,5 | 9,7  | 13,1 |
| Rekord min. hőmérséklet (°C)            | 1,5  | −0,4 | 1,0  | 0,0  | 5,5  | 8,0  | 12,5 | 10,0 | 11,0  | 6,0  | 4,0  | 1,5  | −0,4 |
| Átl. csapadékmennyiség (mm)             | 30   | 10   | 7    | 9    | 9    | 170  | 379  | 286  | 222   | 73   | 18   | 29   | 1240 |
| Forrás: Servicio Meteorológico Nacional |      |      |      |      |      |      |      |      |       |      |      |      |      |

## Népesség
A település népessége igen gyors ütemben növekszik:
| Év   | Lakosság (Tepic város) | Lakosság (Tepici agglomeráció) |
| ---- | ---------------------- | ------------------------------ |
| 1990 | 206 967                | 268 185                        |
| 1995 | 254 551                | 327 375                        |
| 2000 | 265 817                | 342 840                        |
| 2005 | 295 204                | 379 296                        |
| 2010 | 332 863                | 429 351                        |

## Története
A környéken régóta jelen voltak már az indián kultúrák, amikor 1526-ban Francisco Cortés de San Buenaventura első spanyolként megérkezett a környékre. Bár az őslakók többsége harc nélkül megadta magát neki, a végleges hódítás csak Nuño de Guzmánnak sikerült, aki 1531-ben az indián Tepic falu közelében megalapította a Villa del Espíritu Santo nevű települést, ami 1532-ben a Santiago de Compostela nevet kapta és Új-Galicia fővárosa lett. 1540-ben azonban Cristóbal de Oñate áthelyezte a kormányzat központját Valle de Coatlánba (ma Compostela), Tepic pedig visszakapta eredeti nevét (Tepique írásmóddal).
A következő évszázadokban lassan gyarapodó város már 1810-ben a függetlenségi harcosok oldalára állt, köszönhetően José María Mercadónak, az ahualulcói papnak, aki novemberben harcok nélkül vonult be Tepicbe, majd december elsején a közeli kikötőbe, San Blasba, ahonnan 36 ágyút küldött Miguel Hidalgo csapatainak. 1811-ben Tepic ciudad (város) rangra emelkedett, majd 1823-ban, a függetlenné vált Mexikó államokra történő osztásakor Jalisco részévé vált.
1857-től Manuel Lozada fegyveres felkelői élén megszerezte a várost és ezután sokáig irányította. 1867-ben a Benito Juárez-kormány Jalisco kantonja helyett katonai kerületté nyilvánította Tepicet és környékét, majd amikor 1885-ben létrejött az önálló Tepic nevű terület, a város ennek székhelye lett. 1917-ben ebből a Tepic nevű területből alakult ki Nayarit állam.
Tepic első vasútvonala 1912-ben nyílt meg, 1916-ban pedig megalakult az első helyi szakszervezet. 1969-ben alakult meg a város egyeteme (melynek jogelődjeit 1930-ban alapították).

## Turizmus, látnivalók
Tepic műemlékei közül legjelentősebbek a főtéren álló Mária mennybevétele székesegyház, a községi palota, a kormányzati palota, a Cruz de Zacate-templom a hozzá tartozó kolostorral, valamint Juan Escutia és Amado Nervo szülőházai (ma mindkettő múzeum). A Museo Regional de Antropología e Historia egy 17. századi épületben kapott helyet, számos régészeti leletet és történelmi emléket mutat be. A városban található még egy művészeti kiállítás is, ahol Emilia Ortiz helyi festőművész alkotásait tekinthetjük meg.